# Bernhard III van Saksen
Bernhard III van Saksen (circa 1134 - Ballenstedt, 2 februari 1212) was vanaf 1170 graaf van Anhalt en vanaf 1180 hertog van Saksen. Hij behoorde tot het huis Ascaniërs.

## Levensloop
Hij was de jongste van de zeven zonen van Albrecht de Beer, van 1138 tot 1142 hertog van Saksen en vanaf 1157 markgraaf van Brandenburg, en Sophia van Winzenburg. In 1159 vergezelde hij samen met zijn oudste broer Otto I keizer Frederik I Barbarossa op zijn militaire expeditie door Italië.
Bij de dood van zijn vader in 1170 erfde Bernhard de domeinen rond de stad Aschersleben en het gebied tussen de rivieren Saale, Mulde en Elbe in het oosten van Saksen. Ook kreeg hij de titel graaf van Anhalt. De gebieden die Bernhard had geërfd, zouden later de basis vormen van het vorstendom Anhalt. Nadat zijn oudere broer Albrecht in 1172 stierf zonder mannelijke nakomelingen na te laten, werd hij eveneens graaf van Ballenstedt. 
In 1173 schonk keizer Frederik I Barbarossa hem dan weer het gebied rond de gemeente Plötzkau. Dit veroorzaakte echter een hevig conflict met hertog Hendrik de Leeuw van Saksen uit het huis Welfen, die ook de macht over het gebied rond Plötzkau wilde. Dit conflict zou er uiteindelijk toe leiden dat de steden Aschersleben, Gröningen en Halberstadt verwoest werden, maar Bernhard slaagde er niettemin in om de macht over zijn grondgebied te bevestigen.
Nadat Hendrik de Leeuw in 1180 door keizer Frederik I Barbarossa in de rijksban werd gedaan, werden ook zijn bezittingen (Würzburg en de hertogdommen Beieren en Saksen) afgenomen. Op 13 april 1180 werd er in Gelnhausen beslist naar wie deze bezittingen zouden gaan. Hierbij kreeg Bernhard het oostelijke deel van de bezittingen van de Welfs, waaronder het hertogdom Saksen. Hendrik de Leeuw weigerde dit echter te aanvaarden en begon in 1181 een oorlog tegen Frederik I Barbarossa, waarbij Bernhard verplicht werd om de keizer te steunen. Hendrik de Leeuw verloor echter de oorlog, waardoor Bernhard zijn nieuw grondgebied kon behouden.
Sommige vazallen van Bernhard III, voornamelijk die uit Noordalbingië en het gebied tussen de Elbe en de Oostzee, begonnen echter al snel tegen hem te rebelleren, waarna ze zijde kozen van Hendrik de Leeuw. Toch slaagde Bernhard er met de steun van zijn broers, markgraaf Otto I van Brandenburg en aartsbisschop Siegfried van Bremen, in om zijn macht door te drukken en de meeste van zijn vazallen legden de eed van trouw af tegenover Bernhard. Graaf Adolf III van Holstein, een van de machtigste vazallen van hem, weigerde dit echter, waarmee hij zich als tegenstander van Bernhard III uitte.
Nadat Adolf werd verslagen, werd Lauenburg de belangrijkste plaats in de oppositie tegen Bernhard III. Om zijn tegenstanders te elimineren, hief Bernhard hoge belastingen in de rebelse gebieden. Ook viel hij de stad Lauenburg aan en verwoestte hij in 1182 de stad, waarna hij het fort van de stad liet restaureren. Nadat in 1183 een van zijn broers, graaf Diederik van Werben, zonder mannelijke nakomelingen stierf, erfde Bernhard diens bezittingen, waarmee hij zijn grondgebied nog meer kon vergroten.
In 1184 pleitte keizer Frederik I Barbarossa bij Bernhard III voor een politieke balans met zijn opstandige vazallen. Hierbij mochten deze vazallen, met onder graaf Adolf III van Holstein, hun betwiste gebieden houden op voorwaarde dat ze een geldsom betaalden en een eed van trouw zwoeren. Ook bouwde hij de verwoeste stad Lauenburg opnieuw op. Hiermee werd het terug relatief rustig in zijn gebieden, maar nadat Hendrik de Leeuw in 1188 terug mocht keren naar Duitsland, kwam het opnieuw tot conflicten. Uiteindelijk zou Bernhard de stad Bardowick verliezen.
Op de kroning van keizer Hendrik VI in 1190, kreeg Bernhard III als hertog van Saksen de titel maarschalk van het Heilig Roomse Rijk. Met Hendrik VI had hij een zeer goede band, vooral omdat Bernhard III een hevig voorstander was van het huis Hohenstaufen op de troon van het Heilig Roomse Rijk. Toen er na de dood van keizer Hendrik VI in 1198 een machtsstrijd uitbrak tussen Filips van Zwaben uit het huis Hohenstaufen en Otto IV uit het huis Welfen om de Heilig Roomse troon, koos Bernhard III de zijde van Filips van Zwaben. Toen Filips in juni 1208 werd vermoord, koos Bernhard III de zijde van Otto IV.
Nadat Bernhard III het hertogdom Saksen had bemachtigd, verhuisde Bernhard zijn residentie en hof naar de stad Wittenberg. In 1212 overleed hij, waarna hij begraven werd in het benedictijnenklooster van Ballenstedt.

## Huwelijken en nakomelingen
Bernhard huwde eerst met Brigitte, een dochter van koning Knoet V van Denemarken, en daarna met Sophia, dochter van landgraaf Lodewijk II van Thüringen. Zijn eerste twee huwelijken bleven kinderloos.
Zijn derde vrouw werd Judith van Polen, dochter van groothertog Mieszko III van Polen. Ze kregen volgende kinderen:
- Hendrik I (circa 1170 - 1252), graaf en vorst van Anhalt
- Sophia (overleden in 1244), abdis in Gernrode
- Albrecht I (circa 1175 - 1260), hertog van Saksen
- Magnus, jong overleden
- Hedwig (1175 - na 1206), huwde met graaf Ulrich I van Wettin
- Johan, proost in Halberstadt

## Voorouders
| Voorouders van Bernhard III van Saksen | Voorouders van Bernhard III van Saksen                                                   | Voorouders van Bernhard III van Saksen                                                   | Voorouders van Bernhard III van Saksen                           | Voorouders van Bernhard III van Saksen                           | Voorouders van Bernhard III van Saksen                           | Voorouders van Bernhard III van Saksen                           | Voorouders van Bernhard III van Saksen                                 | Voorouders van Bernhard III van Saksen                                 |
| -------------------------------------- | ---------------------------------------------------------------------------------------- | ---------------------------------------------------------------------------------------- | ---------------------------------------------------------------- | ---------------------------------------------------------------- | ---------------------------------------------------------------- | ---------------------------------------------------------------- | ---------------------------------------------------------------------- | ---------------------------------------------------------------------- |
| Overgrootouders                        | Adalbert II van Ballenstedt (1030-1076/80) ∞ Adelheid van Weimar - Orlamunde (1055-1100) | Adalbert II van Ballenstedt (1030-1076/80) ∞ Adelheid van Weimar - Orlamunde (1055-1100) | Magnus van Saksen (1045-1106) ∞ Sophia van Hongarije (1044-1095) | Magnus van Saksen (1045-1106) ∞ Sophia van Hongarije (1044-1095) | Herman van Formbach (1055-1122) ∞ ? (-)                          | Herman van Formbach (1055-1122) ∞ ? (-)                          | Poppo II van Istrië (1060-1098) ∞ Richardis van Spanheim (~1070-~1130) | Poppo II van Istrië (1060-1098) ∞ Richardis van Spanheim (~1070-~1130) |
| Grootouders                            | Otto van Ballenstedt (1065-1123) ∞ Eilika van Saksen (1081-1142)                         | Otto van Ballenstedt (1065-1123) ∞ Eilika van Saksen (1081-1142)                         | Otto van Ballenstedt (1065-1123) ∞ Eilika van Saksen (1081-1142) | Otto van Ballenstedt (1065-1123) ∞ Eilika van Saksen (1081-1142) | Herman I van Winzenburg (1083-1138) ∞ Hedwig (~1095-1162)        | Herman I van Winzenburg (1083-1138) ∞ Hedwig (~1095-1162)        | Herman I van Winzenburg (1083-1138) ∞ Hedwig (~1095-1162)              | Herman I van Winzenburg (1083-1138) ∞ Hedwig (~1095-1162)              |
| Ouders                                 | Albrecht de Beer (1098-1170) ∞ Sophia van Winzenburg (1105-1160)                         | Albrecht de Beer (1098-1170) ∞ Sophia van Winzenburg (1105-1160)                         | Albrecht de Beer (1098-1170) ∞ Sophia van Winzenburg (1105-1160) | Albrecht de Beer (1098-1170) ∞ Sophia van Winzenburg (1105-1160) | Albrecht de Beer (1098-1170) ∞ Sophia van Winzenburg (1105-1160) | Albrecht de Beer (1098-1170) ∞ Sophia van Winzenburg (1105-1160) | Albrecht de Beer (1098-1170) ∞ Sophia van Winzenburg (1105-1160)       | Albrecht de Beer (1098-1170) ∞ Sophia van Winzenburg (1105-1160)       |
| Bernhard III van Saksen (1134-1121)    |                                                                                          |                                                                                          |                                                                  |                                                                  |                                                                  |                                                                  |                                                                        |                                                                        |